# II. Ferdinánd toszkánai nagyherceg
II. Medici Ferdinánd (Ferdinando II de’ Medici) (Firenze, 1610. július 14. – Firenze, 1670. május 23.) II. Cosimo de’ Medici és Habsburg Mária Magdolna fia, Toszkána ötödik nagyhercege, aki 1621-től 1670-ben bekövetkezett haláláig uralkodott.

## Élete

### Ifjúsága

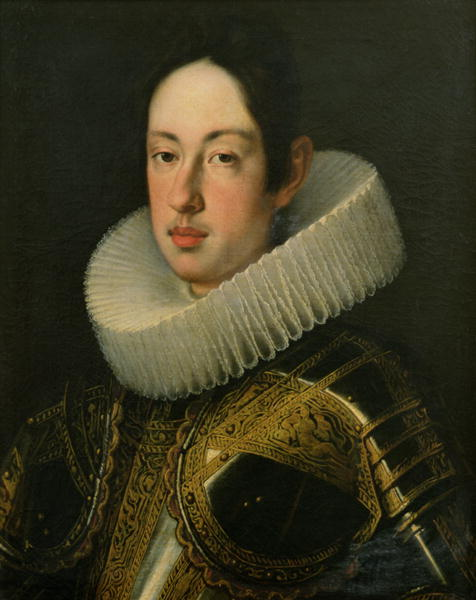
II. Ferdinánd 18 évesen

II. Cosimo herceg és Habsburg Mária Magdaléna főhercegnő fiaként született. Amikor apja meghalt, még csak 11 éves volt, így nagykorúságáig Toszkánát anyja és apai nagyanyja, Krisztina lotaringiai hercegnő kormányozta, amiben régensi tanács segítette őket.
A két uralkodónő kormányzása igen rossz volt: óriási pénzeket költöttek luxusmániájukra, a kormány és az udvar ajtaja nagyszámú, alkalmatlan papság számára megnyílt, míg az adók növekedése a toszkán gazdasági hanyatlás kezdetét jelentette.
Külpolitikai megfontolásból Mária Magdalena és Krisztina megszervezték az akkor tizenhárom éves Ferdinánd és unokatestvére, a mindössze két éves Vittoria Della Rovere, az urbinói hercegség utolsó örökösének eljegyzését, de így is képtelenek voltak ellenállni a kis Marche állam megszállásának VIII. Orbán pápa részéről, az utolsó herceg halálakor. 
Ferdinánd alapos oktatást kapott mindkét nevelője, valamint olyan tanárok irányítása alatt, mint Matteo Neroni, aki földrajzot, történelmet és kozmográfiát, valamint Famiano Michelini piarista, Galilei volt tanítványa, aki matematikát és csillagászatot tanított neki. A harcművészetekben, a lovaglásban, a vadászatban nem hiányzott a fizikai aktivitásra való képzés sem, amint ezt a kamara asszisztensének, Cesare Tinghinek hátrahagyott értékes naplója – a vallási és erkölcsi gyakorlatokra való különös figyelemmel, az igen vallásos nagyhercegnők kifejezett akaratából – is bizonyítja. 
Az oktatás 1628-ban fejeződött be, amikor Ferdinánd hosszú utazást tett Itáliába és Európa más országaiba, Rómába, Nápolyba, Bolognába, Ferrarába, Velencébe, Bécsbe, Prágába. Loreto szentélyébe látogatva találkozott anyai nagybátyjával, a német-római császárral, II. Habsburg Ferdinánddal.

### Uralkodása

#### Belpolitikája
Visszatérve az utazásból, 1628. július 14-én Ferdinánd minden tekintetben nagyherceggé vált, bár az első években édesanyja és nagyanyja befolyása továbbra is erős volt rá a közügyekben. Alattvalói azonnal megszerették kíméletes és egyértelmű intézkedései miatt: a pénzügyek hibáit feltárták, s ez jelentősen csökkentette az udvar költségeit, javította a módszereket, és egyszerűbbé tette az etikettet. 
Népszerűsége még tovább nőtt, amikor az 1630-as pestisjárvány idején, a nemesség és a kormány sok más tagjával ellentétben, Ferdinánd testvéreivel személyesen segített a lakosságnak. A fertőzés megakadályozására tett erőfeszítések és óvintézkedések ellenére (például a határokon való belépés korlátozásával), a járvány áldozatainak száma mintegy 10%-ra süllyedt, mégis súlyos gazdasági dekompenzációt okozott a lakosságnak.
Hosszú uralkodása alatt Ferdinánd meg akarta osztani a hatalmat testvéreivel, Giovan Carlóval, Mattiasszal és Leopoldóval, akikkel kitűnő együttműködést alakított ki, és akik mindig is közel álltak hozzá. 
A sok történész által elismert elkötelezettség és képességek ellenére II. Ferdinánd uralkodása a toszkán gazdaság hanyatlásának első jeleit mutatta, elsősorban az 1630-as pestis kártétele, a katasztrofális nemzetközi gazdasági és politikai helyzet miatt, amely a Castro-háborúba való toszkán beavatkozás miatt következett be. 
Mindenesetre Ferdinánd folytatta a Val di Chiana meliorációs munkálatait, gondoskodott a mezőgazdasági termelésről, különös tekintettel a borok, étolajok és nyersselyem termelésére, jelentősen csökkentette a belső vámokat, és megpróbálta lebontani a testületi korlátokat, amelyek korlátozták a gyapjú- és selyemipar fejlődését. 1662. december 27-én, amikor a firenzei gyapjúgyár könyvvizsgálója tiltakozott a nagyhercegnél, kérve, hogy tegyen közzé hirdetményt a vidéki textilgyárak gyakorlata ellen, II. Ferdinánd elutasította a követelést.
Végül, hogy megbirkózzon a súlyos pénzügyi helyzettel, a nagyherceg megpróbálta átszervezni az adórendszert, és 1649-ben feloszlatta a haditengerészet egy részét. 
1626-ban 4000 hektáron megalapította a Barco reale vadasparkot, Montalbanón.

#### Külpolitikája
A külpolitikában II. Ferdinánd mindig rendkívül körültekintően mozgott; megpróbált egyensúlyt teremteni Franciaország és Spanyolország között. 1635-ben azonban hiába kívánta létrehozni az itáliai államok ligáját, amely ellen tudott volna állni a két nagyhatalomnak. 1643-ban belépett a második Castro-háborúba, hogy megakadályozza a pápai állam megerősödését a Nagyhercegség déli határain.
A háború óriási kiadásokkal járt, ami kiapasztotta a kincstárt, olyannyira, hogy több forráskölcsönért a nagyhercegnek igen magas kamatot kellett fizetnie, míg egyes mezőgazdasági területeken a súlyos monetáris problémák miatt ismét divatba jött a cserekereskedelem. Uralkodása alatt a Nagyhercegség területe kissé kibővült, Santa Fiora megye (1633) és a Sforza meg a Pontremoli család örököseitől megvásárolt területekkel (1649), amelyekért 50 000 firenzei arany forintot fizetett Spanyolországnak.

#### Mecenatúrája
Gyermekkora óta őszintén érdeklődött a tudomány iránt, barométereket, hőmérőket és egyéb technológiai műszereket tartott örömére a Pitti-palotában. Nagylelkű védnöke volt olyan kutatóknak, mint Galileo Galilei, Evangelista Torricelli és Vincenzo Viviani. Személyesen is részt  baromficsibék mesterséges keltetésében és a hőmérő fejlesztésében. 
1642-ben megalapította az Accademia Medicea Sperimentalét, amelyből fivére, Leopoldo az Accademia del Cimentót 1657-ben  létrehozta mint az első kísérleti jellegű európai tudományos társaságot. 1654-ben Luigi Antinori jezsuita segítségével felavatta a világ első meteorológiai szolgálatát. 
1633-ban nagyhercegsége idején megindították a Galilei elleni inkvizíciós pert. Ferdinánd erőteljesen fellépett azért, hogy a  pisai tudóst ártatlannak mondják ki, és szabadon folytathassa kísérleteit. Galilei elítélése után óvatosan törekedett az ítélet visszavonására vagy enyhítésére.
Végül a nagyherceg az elődök által már megkezdett fontos festmény-, régiség-, féldrágakő-, ötvös- és szoborgyűjteményét bővítette, különösen az Urbino hercegeitől származó gyűjtemények beérkezését követően, amelyek Vittoria nagyhercegné örökösége folytán kerültek a birtokába, többek között a híres Tiziano Urbinói Venusa és Raffaello II. Gyula pápa arcképe.

### Magánélete
Házassága Vittoria Della Roverével lényegében boldogtalan volt a kettejük jelleme és érdeklődési köre közötti különbségek miatt: Ferdinánd vidám ember volt, s érdeklődött a tudomány iránt, Vittoria viszont igen vallásos nő volt, szigorú szokásokkal. A házaspárnak több gyermeke született: egyik első fia, Cosimo („Cosimino”) nem sokkal a szülés után, 1639-ben halt meg (Giusto Suttermans róla készített portréja a Medici-kápolnában maradt). Ezt követően, 1641-ben született egy lánya, aki szinte azonnal meghalt, még mielőtt nevet kapott és megkeresztelték volna. Az első nézeteltérések Vittoriával akkor keletkeztek, amikor a harmadik fiú, az 1642-ben született Cosimo, aki később a nagyhercegi trón örököse lett, akinek apja politikai és tudományos ismereteket szeretett volna adni, míg az anya azt akarta, és el is érte, hogy vallásos nevelést kapjon.
A házaspár negyedik és utolsó gyermeke, Francesco Maria sok év után, 1660-ban született.

### Halála
II. Ferdinánd 1670. május 23-án stroke-ban halt meg az ödéma súlyosbodása után, amelytől egy ideje szenvedett. Pazar temetést kapott a San Lorenzo-bazilika kápolnájában.
Halálakor a nagyhercegség lakossága 730 598 lelket számlált. 
1857-ben a Medici-maradványok első felmérése során megtalálták az ő testét is.

## Ferdinánd és a tudomány
A tizenhetedik század negyvenes éveinek közepétől a nagyherceg informális kísérleti tevékenységet kezdett az udvarban. Kísérleteket végeztek a valaha épített első hőmérőkkel, a levegő páratartalmát a kondenzációs higrométerrel, míg a „folyékony dolog gravitációját vagy könnyűségét” a hidrométerrel mérték. 1644-ben egyfajta mesterséges inkubátort teszteltek a Boboli-kert citrusos üvegházában, hogy kikeltsék a fiókákat, a mesterséges tyúk alá helyezett hatvan fokos, hőmérővel mért hőmérsékleten. Ezen kísérletek képezték az Accademia del Cimento alapját, amelyet testvére, Leopoldo (1617–1675) alapított, és működtetett 1657–1675 között.

## Kitüntetései

### Toszkán kitüntetése
- A Szent István Pápa és Vértanú Rend Mestere

### Külföldi kitüntetések
- A Szentszék Arany Rózsa Díja, 1626
- Málta Uralkodójának Katonai Rendjele

## Bibliográfia
- Harold Acton. Gli Ultimi Medici. London: Macmillan (1980). ISBN 88-06-59870-8
- Paul Strathern. The Medici: Godfathers of the Renaissance. London: Vintage Books (2003). ISBN 978-0-09-952297-3
- John Rigby Hale. Florence and the Medici. London: Orion Books (1977). ISBN 1-84212-456-0
- Alessandro Lazzeri. Il Principe e il Diplomatico. Ferdinando II tra il destino e la storia. Firenze: Edizioni Medicea (1996)
- Galluzzi, Jacopo Riguccio. Istoria del Granducato di Toscana sotto il governo della Casa Medici. Livorno: Stamperia Vignozzi (1781)
- Montanelli, Indro. Storia d'Italia: l'Italia del Seicento. Milánó: Rizzoli (1978). ISBN 978-88-17-42011-2
- Ferrini, Antonio. Compendio di storia della Toscana dall'origine degli Etruschi fino ai nostri tempi. Firenze: Tipografia di Sansone Coen (1840)
- Ferdinando II de' Medici, Dizionario Biografico degli Italiani - Volume 46 (1996)
- Ferdinand II (grand duke of Tuscany), Encyclopædia Britannica

## Fordítás
Ez a szócikk részben vagy egészben  a   Ferdinando II de' Medici című olasz Wikipédia-szócikk ezen változatának fordításán alapul.  Az eredeti cikk szerkesztőit annak laptörténete sorolja fel. Ez a jelzés csupán a megfogalmazás eredetét és a szerzői jogokat jelzi, nem szolgál a cikkben szereplő információk forrásmegjelöléseként.